# Concili del Laterà I
El primer concili del Laterà és un concili catòlic celebrat el 1123 a instàncies del Papa Calixt II. Un dels seus objectius principals era posar fi a la lluita de les Investidures, de manera que es deslligaven els títols eclesiàstics de la compensació econòmica i s'establien les bases de la jerarquia del clergat, que començava necessàriament amb el sacerdoci.
També es van assegurar les treves de Déu (originades a la Pau i Treva de Déu catalana) i la seguretat dels pelegrins, ofrenes religioses, amb l'amenaça d'excomunicar els qui empressin la força per aconseguir riqueses destinades a l'església. Altres disposicions rellevants van ser la reafirmació de la prohibició del matrimoni entre parents de primer i segon grau i del celibat dels religiosos, així com la confirmació de la necessitat de lluitar contra els sarraïns a Terra Santa (on Oleguer de Barcelona tindria un paper rellevant)